# Krésna (obchtina)
Pour les articles homonymes, voir Krésna.
La commune de Krésna (en bulgare Община Симитли - Obchtina Krésna) est située dans le sud-ouest de la Bulgarie.

## Géographie
La commune de Krésna est située dans le sud-ouest de la Bulgarie, à 105 km au sud de Sofia. Son chef lieu est la ville de Krésna et elle fait partie de la région de Blagoevgrad.
Elle bénéfice d'un positionnement stratégique avec le passage de la route (Е 79) et de la voie de chemin de fer reliant Sofia et Thessalonique. De ce fait, il existe des projets pour construire une autoroute à vocation européenne.

## Histoire
Au XIXe siècle, la région de Krésna (Крѣсна) faisant partie de la caza de Melnik, dans le sandjak de Serrès (Empire ottoman). Elle était peuplée, essentiellement, de populations bulgarophones, chrétiennes-orthodoxes,.
À la suite de la Guerre russo-turque de 1877-1878, le Traité de San Stefano (3 mars 1878) avait prévu le rattachement de la région de Krésna à la Bulgarie. Mais le Congrès de Berlin (juin-juillet 1878) revint sur cette disposition et laissa la région au sein de l'Empire ottoman. Cette décision provoqua, le 5 octobre 1878, l'éclatement, dans la région, d'une révolté dite Révolte de Krésna-Razlog. Celle-ci échoua, les groupes d'insurgés furent dissous (25 mai 1879) et la région de Krésna demeura dans l'Empire ottoman.
En 1891, Krésna (actuelle Stara Krésna était le centre d'une nahiyah composée de 4 hameaux (Krésna, Métchkoul, Oshtava et Sénokos) ayant chacun un maire, une église et une école où l'enseignement s'effectuait en Bulgare. Au début du XXe siècle, la population était composée surtout de famille bulgares chrétiennes-orthodoxes et disposait d'une école primaire bulgare.
À la suite de la Première puis de la Deuxième Guerre balkanique, la région de Krésna fut rattachée à la Bulgarie par les traités de Londres et Bucarest (1913). Pendant la Deuxième Guerre balkanique, la Gorge de Krésna fut le siège d'une bataille (juillet 1913) entre la Bulgarie et la Grèce.

## Administration

### Structure administrative
La commune compte 7 lieux habités : 1 ville et 6 villages
| - ville de Krésna - village de Bréznitsa - village de Gradéshnitsa - village de Ochtava | - village de Slivnitsa - village de Stara Krésna - village de Vlakhi |